# Persone di nome Dante
| Questa pagina contiene informazioni ricavate automaticamente dalle voci biografiche con l'ausilio del template Bio e di un bot. L'aggiornamento è periodico e automatico e ricostruisce completamente la pagina. Se manca una persona in questa lista, sei pregato di non aggiungerla, ma accertati piuttosto che la sua voce biografica contenga il template Bio e che i dati anagrafici siano correttamente compilati. Se il template Bio manca, inseriscilo tu stesso o, in alternativa, metti l'avviso {{tmp\|Bio}} che ne segnala la mancanza. Se i dati riportati sono sbagliati, correggi direttamente la voce biografica; le modifiche saranno visibili in questa lista entro pochi giorni. Per chiarimenti vedi il progetto antroponimi. La lista contiene solo le 191 persone che sono citate nell'enciclopedia e per le quali è stato implementato correttamente il template Bio. Pagina aggiornata al 6 ago 2025. |

Questa è una lista di persone presenti nell'enciclopedia che hanno il nome Dante, suddivise per attività principale.

## Allenatori di calcio(5)
- Dante Fortini, allenatore di calcio e calciatore italiano (Vigarano Mainarda, n. 1935 - Perugia, † 2012)
- Dante Lerda, allenatore di calcio e calciatore italiano (Caraglio, n. 1921 - Le Cannet, † 1996)
- Dante Lodrini, allenatore di calcio e ex calciatore italiano (Milano, n. 1947)
- Dante Maiani, allenatore di calcio e ex calciatore sammarinese (Macerata Feltria, n. 1946)
- Dante Valentino, allenatore di calcio e calciatore italiano (Rossiglione, n. 1905 - Savona, † 1978)

## Allenatori di pallacanestro(2)
- Dante Carzaniga, allenatore di pallacanestro italiano (Arcore, n. 1953 - Schio, † 2025)
- Dante Méndez, allenatore di pallacanestro uruguaiano († 2009)

## Allenatori di pallavolo(1)
- Dante Boninfante, allenatore di pallavolo e ex pallavolista italiano (Battipaglia, n. 1977)

## Anarchici(2)
- Dante Armanetti, anarchico e antifascista italiano (Pontremoli, n. 1887 - Torino, † 1958)
- Dante Carnesecchi, anarchico italiano (Vezzano Ligure, n. 1892 - La Spezia, † 1921)

## Anatomisti(1)
- Dante Bertelli, anatomista italiano (Caldana, n. 1858 - Caldana, † 1946)

## Antifascisti(1)
- Dante Gorreri, antifascista, partigiano e politico italiano (Parma, n. 1900 - Parma, † 1987)

## Archeologi(1)
- Dante Vaglieri, archeologo e epigrafista austriaco (Trieste, n. 1865 - Ostia, † 1913)

## Architetti(6)
- Dante Oscar Benini, architetto e designer italiano (Milano, n. 1947)
- Dante Bini, architetto italiano (Castelfranco Emilia, n. 1932)
- Dante Donegani, architetto e designer italiano (Pinzolo, n. 1957)
- Dante Alfredo Fiorenza, architetto argentino (La Plata, n. 1957)
- Dante Tassotti, architetto italiano (Lapedona, n. 1912 - Roma, † 1981)
- Dante Viviani, architetto e restauratore italiano (Arezzo, n. 1861 - Perugia, † 1917)

## Attori(10)
- Dante Basco, attore, doppiatore e poeta statunitense (Pittsburg, n. 1975)
- Dante Biagioni, attore, doppiatore e direttore del doppiaggio italiano (Pistoia, n. 1935 - Roma, † 2016)
- Danny Bonaduce, attore, wrestler e personaggio televisivo statunitense (Filadelfia, n. 1959)
- Dante Cappelli, attore e regista italiano (Velletri, n. 1866 - Roma, † 1948)
- Dante Nello Carapelli, attore e regista italiano (Arezzo, n. 1891 - Firenze, † 1958)
- Dante Cleri, attore e cantante italiano (Roma, n. 1910 - Roma, † 1982)
- Dante Maggio, attore italiano (Napoli, n. 1909 - Roma, † 1992)
- Dante Majeroni, attore e tenore italiano (n. 1869 - † 1937)
- Dante Marmone, attore, commediografo e regista teatrale italiano (Bari, n. 1951)
- Dante Palladino, attore e sceneggiatore italiano (Napoli, n. 1959)

## Attori pornografici(1)
- Dante Colle, attore pornografico statunitense (Addison, n. 1994)

## Attori teatrali(1)
- Dante Testa, attore teatrale, attore e regista italiano (Torino, n. 1861 - Torino, † 1923)

## Avvocati(2)
- Dante Livio Bianco, avvocato e partigiano italiano (Cannes, n. 1909 - Valle Gesso, † 1953)
- Dante Notaristefano, avvocato, politico e funzionario italiano (San Mauro Marchesato, n. 1928 - Torino, † 2015)

## Bassi(1)
- Dante Sciacqui, basso italiano (Perugia, n. 1894 - Perugia, † 1986)

## Bassisti(1)
- Dante Pergreffi, bassista italiano (Fabbrico, n. 1961 - Fabbrico, † 1992)

## Calciatori(35)
- Dante Amarilli, calciatore italiano (Vercelli, n. 1914 - Vercelli, † 2011)
- Dante Baviera, calciatore italiano (Bologna, n. 1899)
- Dante Bertoneri, ex calciatore italiano (Massa, n. 1963)
- Nicolás Campisi, calciatore argentino (Viedma, n. 1996)
- Dante Carrara, calciatore italiano (Albino, n. 1920)
- Dante Castellazzi, calciatore italiano (Massa Finalese, n. 1936 - Mirandola, † 2018)
- Dante Cattaneo, calciatore italiano (Pozzolo Formigaro, n. 1923)
- Dante Corengia, calciatore italiano
- Dante Bonfim Costa Santos, calciatore brasiliano (Salvador, n. 1983)
- Dante Crippa, calciatore italiano (Ronco Briantino, n. 1937 - Brescia, † 2021)
- Dante Di Benedetti, calciatore italiano (Genzano di Roma, n. 1916 - Formia, † 1984)
- Dante Di Maso, calciatore italiano (Torino, n. 1924 - Torino, † 2005)
- Dante Guagnetti, calciatore italiano (Varedo, n. 1914 - Saronno, † 1992)
- Dante Leverock, calciatore bermudiano (Hamilton, n. 1992)
- Dante López, ex calciatore paraguaiano (Asunción, n. 1983)
- Dante Lugo, calciatore argentino (Córdoba, n. 1933 - † 1995)
- Dante Micheli, calciatore e dirigente sportivo italiano (Mantova, n. 1939 - Mantova, † 2012)
- Dante Mircoli, calciatore e allenatore di calcio italiano (Ladispoli, n. 1947 - Avellaneda, † 2024)
- Dante Nardi, calciatore italiano (Malalbergo, n. 1920 - Malalbergo, † 1998)
- Dante Paolini, calciatore italiano (Giulianova, n. 1919 - Caracas, † 2002)
- Dante Petri, calciatore italiano (Lucca, n. 1919)
- Dante Piani, calciatore italiano (Udine, n. 1921 - Varazze, † 2011)
- Dante Poli, ex calciatore cileno (n. 1976)
- Dante Polvara, calciatore statunitense (Pleasantville, n. 2000)
- Dante Prosperi, calciatore italiano (Mantova, n. 1897)
- Dante Raineri, calciatore italiano (Milano, n. 1899)
- Dante Rigo, calciatore belga (Tremelo, n. 1998)
- Dante Carlos Rossi, calciatore argentino (Guerrico, n. 1987)
- Dante Sealy, calciatore statunitense (Brooklyn, n. 2003)
- Dante Senger, ex calciatore argentino (Juan José Castelli, n. 1983)
- Dante Silvestri, calciatore italiano (Milano, n. 1900)
- Dante Stipica, calciatore croato (Spalato, n. 1991)
- Dante Vanzeir, calciatore belga (Beringen, n. 1998)
- Dante Voglino, calciatore italiano (Montegrosso d'Asti, n. 1925 - † 2001)
- Dante Washington, ex calciatore statunitense (Baltimora, n. 1970)

## Canoisti(1)
- Dante Agostini, canoista italiano (Roma, n. 1923)

## Canottieri(1)
- Dante Secchi, canottiere italiano (Livorno, n. 1910 - Livorno, † 1981)

## Cantautori(1)
- Dante Meschiari, cantautore italiano (Modena, n. 1944)

## Cestisti(9)
- Dante Anconetani, ex cestista e dirigente sportivo italiano (Chieti, n. 1955)
- Dante Calabria, ex cestista e allenatore di pallacanestro statunitense (Pottstown, n. 1973)
- Dante Cunningham, cestista statunitense (Clinton, n. 1987)
- Dante Gianoni, cestista cileno (Santiago del Cile, n. 1931 - Santiago del Cile, † 2013)
- Dante Gurioli, ex cestista e allenatore di pallacanestro italiano (Rho, n. 1949)
- Dante Masocco, cestista italiano (Bagnone, n. 1936 - Siracusa, † 2015)
- Dante Masolini, ex cestista e allenatore di pallacanestro argentino (Sáenz Peña, n. 1940)
- Dante Milligan, ex cestista statunitense (New York, n. 1984)
- Dante Stiggers, ex cestista statunitense (Houston, n. 1982)

## Ciclisti su strada(5)
- Dante Gianello, ciclista su strada, dirigente sportivo e giornalista italiano (Chiesa in Valmalenco, n. 1912 - Mougins, † 1992)
- Dante Guindani, ciclista su strada italiano (Cremona, n. 1899 - Cremona, † 1929)
- Dante Morandi, ex ciclista su strada e pistard italiano (Raggioli di Pelago, n. 1958)
- Dante Rezze, ex ciclista su strada francese (Lione, n. 1963)
- Dante Rivola, ciclista su strada italiano (Imola, n. 1926 - Imola, † 2000)

## Compositori(1)
- Ferruccio Busoni, compositore e pianista italiano (Empoli, n. 1866 - Berlino, † 1924)

## Compositori di scacchi(1)
- Dante H. Rizzetti, compositore di scacchi argentino (Cotagaita, n. 1913 - Marcelino Escalada, † 1984)

## Critici letterari(1)
- Dante Isella, critico letterario e filologo italiano (Varese, n. 1922 - Varese, † 2007)

## Direttori della fotografia(1)
- Dante Spinotti, direttore della fotografia italiano (Muina, n. 1943)

## Dirigenti sportivi(2)
- Dante Berretti, dirigente sportivo italiano (Firenze, n. 1897 - Firenze, † 1965)
- Dante Filippi, dirigente sportivo, allenatore di calcio e calciatore italiano (Roma, n. 1904 - Roma, † 1995)

## Fantini(1)
- Dante Tavanti, fantino italiano (Siena, n. 1851 - Castelfiorentino, † 1901)

## Filantropi(1)
- Dante Cavazzini, filantropo e mecenate italiano (Gualtieri, n. 1890 - Udine, † 1987)

## Filologi(1)
- Dante Olivieri, filologo, glottologo e linguista italiano (San Bonifacio, n. 1877 - Milano, † 1964)

## Fumettisti(1)
- Dante Quinterno, fumettista argentino (Buenos Aires, n. 1909 - Buenos Aires, † 2003)

## Funzionari(1)
- Dante Almansi, funzionario italiano (Parma, n. 1877 - Parma, † 1949)

## Generali(1)
- Dante Lorenzelli, generale italiano (Pontremoli, n. 1884 - Roma, † 1954)

## Geologi(1)
- Dante Pantanelli, geologo e paleontologo italiano (Siena, n. 1844 - Modena, † 1913)

## Giocatori di football americano(6)
- Dante Fowler, giocatore di football americano statunitense (St. Petersburg, n. 1994)
- Dante Lavelli, giocatore di football americano statunitense (Hudson, n. 1923 - Cleveland, † 2009)
- Dante Luciani, ex giocatore di football americano canadese (Oakville, n. 1985)
- Dan Pastorini, ex giocatore di football americano statunitense (Sonora, n. 1949)
- Dante Pettis, giocatore di football americano statunitense (San Clemente, n. 1995)
- Dante Stills, giocatore di football americano statunitense (Fairmont, n. 1999)

## Giornalisti(5)
- Dante Alimenti, giornalista italiano (Gubbio, n. 1934 - Roma, † 1988)
- Dante Cruicchi, giornalista e politico italiano (Castiglione dei Pepoli, n. 1921 - Castiglione dei Pepoli, † 2011)
- Dante Marraccini, giornalista, scrittore e sceneggiatore italiano (Monsummano Terme, n. 1934 - Monsummano Terme, † 2022)
- Dante Pignatiello, giornalista italiano (Gaeta, n. 1924 - Gaeta, † 2000)
- Dante Sebastio, giornalista e scrittore italiano (Taranto, n. 1971)

## Giuristi(1)
- Dante Majorana, giurista e politico italiano (Catania, n. 1874 - Catania, † 1955)

## Hockeisti su ghiaccio(1)
- Dante Hannoun, hockeista su ghiaccio canadese (Delta, n. 1998)

## Illustratori(1)
- Dante Manno, illustratore e pittore italiano (Roma, n. 1911 - Roma, † 1996)

## Immunologi(1)
- Dante De Blasi, immunologo, batteriologo e igienista italiano (Uggiano la Chiesa, n. 1873 - Roma, † 1956)

## Imprenditori(2)
- Dante Cusi, imprenditore italiano (Gambara, n. 1848 - † 1928)
- Dante Zeno Rubelli, imprenditore italiano (Venezia, n. 1878 - Venezia, † 1945)

## Incisori(1)
- Dante Broglio, incisore e pittore italiano (Sorgà, n. 1873 - Colognola ai Colli, † 1954)

## Ingegneri(2)
- Dante Fornasir, ingegnere italiano (Cervignano del Friuli, n. 1882 - Cervignano del Friuli, † 1958)
- Dante Giacosa, ingegnere e designer italiano (Roma, n. 1905 - Torino, † 1996)

## Liutai(1)
- Dante Paolo Regazzoni, liutaio italiano (Cortenova, n. 1916 - Lecco, † 1999)

## Lottatori(1)
- Dante Bertoli, lottatore italiano (Sassuolo, n. 1913 - Velletri, † 1996)

## Medici(1)
- Dante Gallani, medico, politico e antifascista italiano (Bagnolo di Po, n. 1878 - Milano, † 1936)

## Militari(3)
- Dante Carnevale, militare italiano (Palermo, n. 1913 - Pordenone, † 1994)
- Dante Iovino, militare italiano (Resina, n. 1912 - Milano, † 1961)
- Dante Pagnottini, militare italiano (Orvieto, n. 1896 - Birgot, † 1936)

## Nobili(2)
- Dante II Alighieri, nobile italiano (Verona, n. 1349 - Verona)
- Dante III Alighieri, nobile, politico e poeta italiano (Verona - Mantova)

## Operai(1)
- Dante Conti, operaio e antifascista italiano (Torino, n. 1897 - Torino, † 1979)

## Pallanuotisti(1)
- Dante Rossi, pallanuotista italiano (Bologna, n. 1936 - Lavagna, † 2013)

## Pallavolisti(1)
- Dante do Amaral, ex pallavolista brasiliano (Itumbiara, n. 1980)

## Pallonisti(1)
- Dante Ulivi, pallonista italiano (Monte San Savino, n. 1868 - Milano, † 1953)

## Parolieri(1)
- Danpa, paroliere e produttore discografico italiano (Pietra Ligure, n. 1921 - Milano, † 2012)

## Partigiani(5)
- Dante Castellucci, partigiano italiano (Sant'Agata di Esaro, n. 1920 - Adelano, † 1944)
- Dante Di Nanni, partigiano italiano (Torino, n. 1925 - Torino, † 1944)
- Dante Drusiani, partigiano italiano (Porretta Terme, n. 1925 - Paderno, † 1944)
- Dante Meaglia, partigiano italiano (Rivarolo Canavese, n. 1923 - Cuorgnè, † 2007)
- Dante Zucchini, partigiano, imprenditore e antifascista italiano (Castenaso, n. 1928 - Bologna, † 2018)

## Pianisti(1)
- Dante Alderighi, pianista, compositore e critico musicale italiano (Taranto, n. 1898 - Roma, † 1968)

## Pittori(5)
- Dante Conte, pittore italiano (San Pier d'Arena, n. 1885 - San Pier d'Arena, † 1919)
- Dante Montanari, pittore italiano (Porto Sant'Elpidio, n. 1896 - Milano, † 1989)
- Giandante X, pittore, scultore e illustratore italiano (Milano, n. 1899 - Castelleone, † 1984)
- Dante Ricci, pittore e incisore italiano (Serra San Quirico, n. 1879 - Roma, † 1957)
- Dante Gabriel Rossetti, pittore e poeta britannico (Londra, n. 1828 - Birchington-on-Sea, † 1882)

## Poeti(3)
- Dante Alighieri, poeta, scrittore e politico italiano (Firenze, n. 1265 - Ravenna, † 1321)
- Dante da Maiano, poeta e trovatore italiano (Maiano)
- Dante Maffia, poeta, romanziere e saggista italiano (Roseto Capo Spulico, n. 1946)

## Politici(17)
- Dante Argentieri, politico italiano (Castelvetro Piacentino, n. 1885 - Zurigo, † 1956)
- Dante Bertolini, politico, esperantista e poeta svizzero (Maroggia, n. 1911 - Locarno, † 1998)
- Dante Bettoni, politico e sindacalista italiano (Moglia di Sermide, n. 1920 - Mantova, † 2005)
- Dante Cappello, politico e medico italiano (Alife, n. 1922 - Piedimonte Matese, † 2012)
- Dante D'Elpidio, politico italiano (Notaresco, n. 1958)
- Dante Di Serego Alighieri, politico e nobile italiano (Verona, n. 1843 - Venezia, † 1895)
- Dante Fascell, politico statunitense (Bridgehampton, n. 1917 - Clearwater, † 1998)
- Dante Ferraris, politico e ingegnere italiano (Viarigi, n. 1868 - Torino, † 1931)
- Dante Graziosi, politico, scrittore e partigiano italiano (Granozzo con Monticello, n. 1915 - Riccione, † 1992)
- Dante Oreste Orsenigo, politico italiano (Giussano, n. 1926 - Carate Brianza, † 2014)
- Dante Rossi, politico e sindacalista italiano (Anghiari, n. 1919 - Anghiari, † 2008)
- Dante Rossi, politico sammarinese († 2024)
- Dante Schietroma, politico italiano (Supino, n. 1917 - Colleferro, † 2004)
- Dante Sotgiu, politico italiano (Terni, n. 1917 - Terni, † 2003)
- Dante Spaziani, politico italiano (Frosinone, n. 1925)
- Dante Stefani, politico e partigiano italiano (Bologna, n. 1927 - Bologna, † 2023)
- Dante Veroni, politico italiano (Velletri, n. 1878 - Roma, † 1949)

## Presbiteri(2)
- Dante Clauser, presbitero italiano (Lavarone, n. 1923 - Trento, † 2013)
- Dante Sala, presbitero italiano (Carpi, n. 1905 - Carpi, † 1982)

## Produttori televisivi(1)
- Dante Di Loreto, produttore televisivo e produttore cinematografico statunitense (Santa Barbara, n. 1956)

## Pubblicitari(1)
- Dante Bighi, pubblicitario italiano (Copparo, n. 1926 - Milano, † 1994)

## Pugili(1)
- Dante Canè, pugile italiano (Bologna, n. 1940 - Bologna, † 2000)

## Rabbini(1)
- Dante Lattes, rabbino, pubblicista e politico italiano (Pitigliano, n. 1876 - Dolo, † 1965)

## Registi(2)
- Dante Guardamagna, regista e sceneggiatore italiano (Fiume, n. 1922 - Roma, † 1999)
- Dante Lam, regista, sceneggiatore e attore hongkonghese (Hong Kong, n. 1964)

## Scacchisti(1)
- Dante Pasqua, scacchista italiano (Bologna, n. 1898 - Genova, † 1974)

## Scenografi(1)
- Dante Ferretti, scenografo e costumista italiano (Macerata, n. 1943)

## Schermidori(1)
- Dante Carniel, schermidore italiano (Trieste, n. 1887 - Trieste, † 1959)

## Scrittori(5)
- Dante Arfelli, scrittore italiano (Bertinoro, n. 1921 - Ravenna, † 1995)
- Dante Corneli, scrittore e antifascista italiano (Tivoli, n. 1900 - Tivoli, † 1990)
- Dante Liano, scrittore e critico letterario guatemalteco (Chimaltenango, n. 1948)
- Dante Troisi, scrittore e magistrato italiano (Tufo, n. 1920 - Roma, † 1989)
- Dante Virgili, scrittore italiano (Bologna, n. 1928 - Milano, † 1992)

## Scultori(4)
- Dante Moro, scultore italiano (Falcade, n. 1933 - Agordo, † 2009)
- Dante Parini, scultore e pittore italiano (Milano, n. 1890 - Milano, † 1969)
- Dante Ruffini, scultore italiano (Cremona, n. 1905 - Cremona, † 1963)
- Dante Sodini, scultore italiano (Firenze, n. 1858 - Firenze, † 1934)

## Sindacalisti(1)
- Dante Bernamonti, sindacalista e politico italiano (Cremona, n. 1898 - Bozzolo, † 1952)

## Sollevatori(1)
- Dante Figoli, sollevatore italiano (Genova, n. 1896 - Genova, † 1975)

## Storici(1)
- Dante Ongari, storico e ingegnere italiano (Mortaso, n. 1906 - Trento, † 1998)

## Storici della letteratura(1)
- Dante Della Terza, storico della letteratura e italianista italiano (Sant'Angelo dei Lombardi, n. 1924 - Cambridge, Massachusetts, † 2021)

## Tenori(1)
- Dante Del Papa, tenore italiano (Pisa, n. 1854 - New York, † 1924)

## Vescovi cattolici(2)
- Dante Bernini, vescovo cattolico italiano (Viterbo, n. 1922 - Viterbo, † 2019)
- Dante Lafranconi, vescovo cattolico italiano (Mandello del Lario, n. 1940)